# شمال غرب إيطاليا (دائرة انتخابية للبرلمان الأوروبي)
شمال غرب إيطاليا هي دائرة انتخابية للبرلمان الأوروبي في إيطاليا. وتتكون من مناطق وادي أغشت ولغرية ولومبارديا وبيمنتة.
كما هو الحال مع الدوائر الانتخابية الأخرى في إيطاليا، فإن الهدف من هذا التقسيم هو إجرائي فقط لاختيار أعضاء البرلمان الأوروبي المنتخبين داخل قوائم الحزب، ويتم حساب توزيع المقاعد بين الأحزاب المختلفة على المستوى الوطني.